# Лоуэр-Мейнленд

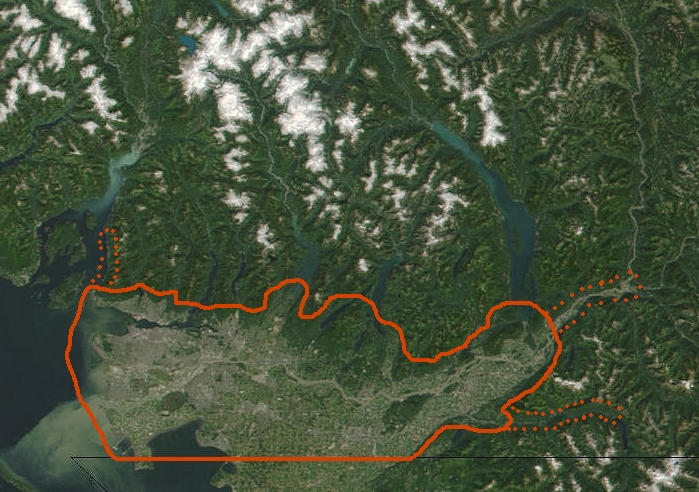
Изображение региона Лауэр Мэйнленд из космоса

Лоуэр-Мэйнленд (англ. Lower Mainland) — географический регион на юго-западе Канады.
Регион Лауэр Мэйнленд (в переводе — Нижний материк) расположен на крайнем юго-западе канадской провинции Британская Колумбия и охватывает территории вокруг третьего по величине города этой страны — Ванкувера. В него входит весь округ Большой Ванкувер (Metro Vancouver) и часть прилегающего округа Фрейзер-Вэлли (Fraser Valley Regional District). В Лоуэр-Мэйнленде в настоящее время проживает 2,2 миллиона человек и здесь расположены 16 из 30 наиболее густонаселённых общин провинции Британская Колумбия.
Никогда не использовавшийся официально термин Лоуэр-Мэйнленд тем не менее был в обиходе осевших здесь ещё первых европейских поселенцев, и с тех пор обозначает наиболее плотно заселённый регион нижнего течения реки Фрейзер от гор Норт-Шор на севере и до границы Канады с США на юге.
Лауэр Мэйнленд, ограниченный Береговым хребтом и Каскадными горами вдоль западного побережья Северной Америки, обладает также особым, более мягким и тёплым климатом, особой экосистемой по сравнению с соседствующими с ним более северными и восточными регионами Британской Колумбии.